# Línea 49 (Buenos Aires)
La Línea 49 es una línea de colectivos del Área Metropolitana de Buenos Aires. Une la zona de Isidro Casanova con el barrio de Caballito, y es operada por Buenos Aires Bus S.A.

## Recorrido
Primera Junta - Laferrere por Peribebuy
- - Ida A Laferrere: Desde Guayaquil Y Bertres Por Guayaquil 850-700, San José De Calasanz 200-1, Avenida Rivadavia 5200-9000, Santiago De Las Carreras 1-100, Coronel Ramón L. Falcón 4400-4300, Avenida Olivera 100-400, Avenida Juan Bautista Alberdi 4300-7500, Cruce Avenida General Paz, Avenida Brigadier General Don Juan Manuel De Rosas (Ruta Nacional 3), Charcas, Naón, Larrea, Coronel Pagola, Avenida General San Martín, Gascón, Cnl. Brandsen, Peribebuy, Las Palmas, J. D. Perón, Peribebuy, Sarandí, Matheu, Mñor. R. Bufano (Camino de Cintura), Cnl. Terrada, Sdo. E. R. Moreno, Montañeses, J.I. Rucci, Peribebuy, Cristiania, La Zarza, Marconi, V. Gómez, Sold. Sosa, C. Vidal, Tres Cruces, Av. J. M. de Rosas (RN 3 - Metrobús) hasta Recuero.

- - Regreso A Primera Junta: Desde Terminal T. Ideal San Justo (Recuero y Av. J. M. de Rosas) Por esta, Tres Cruces, C. Vidal, Sold. Sosa, V. Gómez, Marconi, La Zarza, Cristiania, Peribebuy, J. I. Rucci, Montañeses, Sdo. E. R. Moreno, Cnl. Terrada, Centenera, Parral, Matheu, Sarandí, Peribebuy, Esnaola, Peribebuy, B. de Astrada, Cnl. Olleros, Cnl. Brandsen, Cnl. Olleros, Avenida General San Martin, Cnl. Pagola, A. Palacios, Av. Brig. Grl. J. M. de Rosas (Ruta Nacional 3), Cruce Avenida General Paz, Avenida Juan Bautista Alberdi 7500-4900, Avenida Bruix 4900-4700, Tapalqué 4700-4300, Avenida Olivera 400-100, Coronel Ramón L. Falcón 4300-4200, Lacarra 100-1, Avenida Rivadavia 8900-5400, Del Barco Centenera, Guayaquil Hasta Bertres.

Ramales eliminados
- Primera Junta - Tablada por Crovara (2003-2006)
- Primera Junta - Tablada por Peribebuy (2003-2004)

### Manejada por Emp. Bartolomé Mitre (1992-2002)
- Por Cristianía: Primera Junta - Av. Carlos Casares (1992-2002)
- Por Tablada: Primera Junta - Av. Carlos Casares (1992-1997)
- Por Olleros: Primera Junta - Av. Carlos Casares (1992-1995)

## Lugares de interés
Algunos de los lugares por los que pasa el recorrido de la línea 49 son: Plaza Flores, Facultad de Filosofía y Letras UBA, Universidad de Flores, Instituto Universitario de la PFA, Comuna 7 - GCBA, Subsede Comuna 9 - GCBA, Comuna 10 - GCBA, Caballito Shopping, Estadio de Ferro Carril Oeste, El Teatro y Teatro Gran Rivadavia.